# حارة القاضي (صنعاء)
حارة القاضي هي إحدى حارات حي التحرير بمديرية التحرير إحدى مديريات العاصمة اليمنية صنعاء، بلغ تعداد سكانها 265 نسمة حسب تعداد اليمن لعام 2004.